# Орко Фелино
О̀рко Фелѝно (на италиански: Orco Feglino; на лигурски: Orco Fegin, Орко Феджин) е община в Северна Италия, провинция Савона, регион Лигурия. Разположено е на 161 m надморска височина. Населението на общината е 892 души (към 2011 г.).
Административен център на общината е село Фелино (Feglino).